# Busto de José de Diego

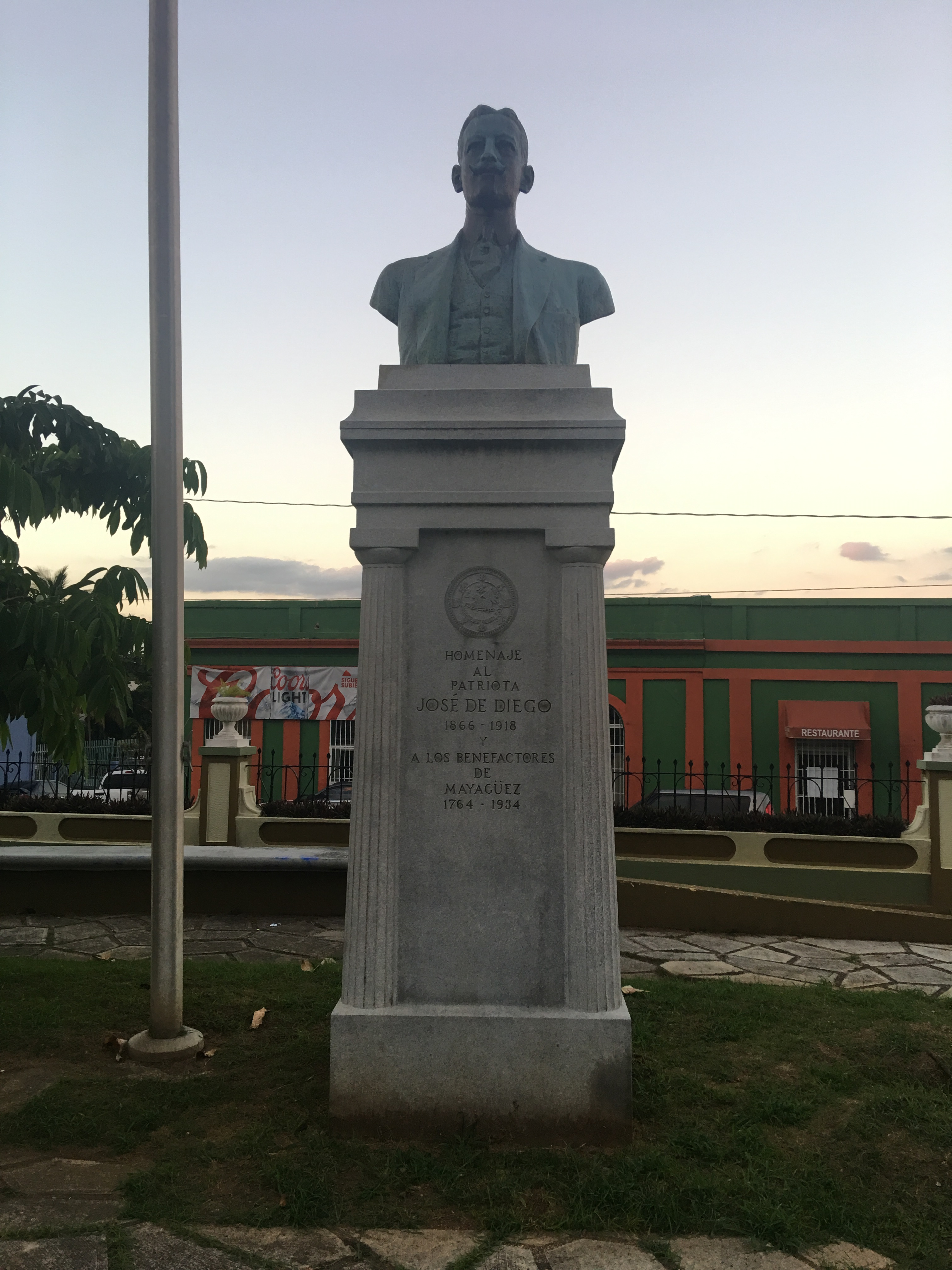
Busto de José de Diego

José de Diego es un busto en bronce obra de Compostela ubicado en la entrada original al Recinto Universitario de Mayagüez en Mayagüez, Puerto Rico, conmemorando el político y escritor José de Diego (1866–1918), quien como representante de Myagüez y Presidente de la Cámara de Delegados había sido uno de los tres cofundadores del recinto.

## Historia
En 1959, el Movimiento Estudiantil Pro Monumento a José de Diego fue formado por Lillian González y Narciso Rabell, con la ayuda de su consejera, la profesora Loida Figueroa, "[c]on el fin de rendirle el merecido honor al hombre quien debemos la fundación en Mayagüez del CAAM." Con la bendición del Decanato de Estudiantes y del Instituto de Cultura Puertorriqueña (ICP), la organización dispuso recaudar $800.00 y pudieron recolectar $197.00 durante el día de matrícula del semestre de otoño. En adición, también enviaron cartas a fraternidades, sororidades y otros grupos estudiantiles alentándolos a donar. El periódico estudiantil del aquel entonces, Campus (1958–1968), comentó "[c]reemos nosotros, que, puesto que campañas como ésta dan prestigio, dignidad y seriedad al estudiantado colegial, no debe quedarse estudiante alguno sin prestar su cooperación económica."
En el ejemplar del 30 de marzo de 1960, el periódico volvió a recordarle al estudiantado los fondos necesitados al citar extractos de la carta enviada a las organizaciones del recinto. Luego de que la recolecta se hubiera hecho en dos días de matrícula consecutivos, estas fueron suspendidas ya que se descubrió que estaban en violación de un reglamento que prohibía dichas acciones en dichos eventos. El dinero recolectado totalizó $520.00, siendo depositado en una cuenta del Banco Crédito y Ahorro Ponceño y enviado al Dr. Ricardo Alegría, Director del ICP. El ICP cubriría la diferencia, ya que el dinero recolectado no era suficiente para el busto o el pedestal. El ICP lo hizo parte de un proyecto más grande, elaborando planes para erigir un pequeño parque en la isla al frente de la casa capitular de la Alpha Beta Chi (ABX), la cual fue cedida al ICP por la Junta de Planificación para que así el Departamento de Transportación y Obras Públicas pudiera rehabilitar el área para dicho propósito.
El primero de octubre de 1961, el busto, obra del escultor Compostela, fue finalmente desvelado. No podía ser una escultura de cuerpo entero ya que a de Diego fue preciso amputarle la pierna izquierda debido a la gangrena y se hubiera considerado de mal gusto mostrarlo. El frente del pedestal lee:

José de Diego 1866 - 1917. Los Estudiantes del Colegio de Agricultura y Artes Mecánicas de Mayaguez, y el Instituto de Cultura Puertorriqueña. -1961

Y la placa de la parte posterior contiene el mensaje:

A José de Diego - Fundador de nuestro Colegio - Parlamento Estudiantil

Los bancos en el parque fueron donados por la Federación Universitaria Pro Independencia (FUPI), Nu Sigma Beta y C. O. P. U. La ceremonia de develación comenzó con Elpidio H. Rivera, en representación del alcalde mayagüezano, Hon. Badulio Vega Berríos, quien se encontraba enfermo, dio un discurso sobre la importancia de Deigo en la historia de Puerto Rico. Juan Rodríguez Cruz, en representación estudiantil, agradeció a la administración universitaria y al ICP y comentó que el crédito para la fundación del recinto universitario también le pertenecía a David W. May y Carmelo Alemar, quien estuvo presente como invitado de honor. Rey Francisco Quiñones recitó los poemas Agnus Crucis, Última actio y En la brecha de Diego, que cuales fueron incluidos en el programa del evento, el cual también contenía una breve biografía. J. A. González agradeció todos los que tomaron pare en la donación y labor del monumento y oficialmente disolvió la organización en nombre de su consejera, Loida Figueroa, quien se encontraba en España en aquel momento. El Dr. Alegría dio cierre al evento al transferir la propiedad a las autoridades municipales, aunque, comentó que de verdad estaban en las manos del estudiantado para que lo cuidaran y les "sirviera de ejemplo e inspiración en [sus] estudios." Durante la noche se celebró una ceremonia en la sala de ceremonias de la Casa Consistorial con la recitación de poemas de Diego por Iris Martínez y la interpretación de canciones folclóricas por la soprano Luisita Rodríguez con el acompañamiento de Lafredo Romero en el piano.
En el 2012, el capítulo mayagüezano del Partido Independentista Puertorriqueño, liderado por su presidente, el Dr. José Javier Muñiz, fue al busto a conmemorar el 146 aniversario del nacimiento de Diego. El Comité de Mayagüez del PIP ya llevaba izando una bandera puertorriqueña versión original 1895, en un asta cerca del monumento por lo pasados 15 años. Hasta cuando la Universidad de Puerto Rico, Recinto Universitario de Mayagüez celebró su año de centenario, la administración se había encargado del mantenimiento del monumento, sin embargo, en el aquel año establecieron que no era su responsabilidad. Desde entonces el Comité de Mayagüez del PIP, con la ayuda del Movimiento Independentista Nacional Hostosiano (MINH), ha mantenido las áreas verdes y cada 16 de abril tienen una ceremonia en honor a de Diego.